# Enrico Cardile
Enrico Cardile, noto anche con lo pseudonimo di Eli Drac (Messina, 19 marzo 1883 – Siracusa, 13 marzo 1951), è stato uno scrittore, poeta e giornalista italiano.

## Biografia
Nacque a Messina da Salvatore, impiegato, e da Santa Barbera. Dopo gli studi di indirizzo tecnico, si diplomò ragioniere, frequentò, con altri coetanei G. A. Cesareo, che molto contribuì alla sua formazione e che egli considerò sempre come maestro. Fu estimatore di Giosuè Carducci, la cui poesia egli riteneva essere "quanto di meglio ha prodotto la nostra poesia dopo Dante e dopo Foscolo". In seguito fu attratto dalla personalità e dall'opera di Giovanni Pascoli, che allora insegnava a Messina, e infine da Gabriele D'Annunzio. Egli s'impegnò nel tentativo di una poesia di indirizzo "simbolista" di cui pubblicò numerosi saggi nella rivista messinese d'avanguardia Ars Nova, espressione di un gruppo di giovani intellettuali di cui egli stesso faceva parte, fra i quali dominava intellettualmente Angelo Toscano, anch'egli poeta. Con lo stesso fondò, nel 1900, un giornale letterario Le Parvenze che ebbe brevissima vita.
Divenne amico di Gian Pietro Lucini, e gli restò amico e ammiratore anche a molti anni dall'esaurimento del movimento futurista. Fu inoltre curatore di alcune opere italiane del poeta e intellettuale armeno Hrand Nazariantz, e si occupò dell'opera di Paul Vulliaud e di Raimondo Lullo.
Nel marzo del 1935 si trasferì a Siracusa, dopo una breve permanenza a Palermo,  nel 1940 collaborò al quotidiano locale L'Ora. Di Cardile sono note alcune polemiche e i rapporti con alcuni intellettuali legati ai movimenti delle avanguardie primonovecentesche e al pensiero massonico ed esoterico.
Nel dopoguerra partecipò - mantenendo la sua posizione di esteta animato da un estremo idealismo - all'attività di un gruppo di giovani letterati siracusani impegnati in un generico ritorno alla "poesia". Deluso, anche sotto l'influsso degli eventi, da quelle correnti di pensiero che lo avevano attratto in precedenza, rivolse la sua attenzione più che mai alle antiche civiltà dell'Oriente e alle scienze esoteriche, occupandosi fra l'altro dell'opera di René Guénon. 
Morì a Siracusa il 13 marzo 1951.

## Opere
- Le poesie di Enrico Cardile dette le Apocalissi cui preambula il Cannizzaro, Messina, Toscano, 1904.
- I canti, Messina, P. Trinchera, 1906.
- prefazione a Giuseppe Rino, L'estuario delle Ombre: simboli: in versi, Messina, P. Trinchera, 1907.
- Per la storia di un tentativo di Enrico Cardile, Palermo, P. Trinchera, 1908
- Alessandro Manzoni. Introduzione allo studio sul manzonismo, Milano, Edizioni futuriste di Poesia, 1910.
- tra gli altri in I poeti futuristi, con un proclama di Filippo Tommaso Marinetti e uno studio sul Verso libero di Paolo Buzzi, Milano, Edizioni futuriste di Poesia, 1912.
- Pel Verso Libero, Firenze, Edizioni del Quartiere Latino, 1913.
- Determinazioni, precedute dalla Metafisica di Determinazioni di Gian Pietro Lucini, Palermo, Trimarchi, 1915.
- Epistola ai ravveduti in "Vela Latina", Anno 3, n. 4(28 gen. 1915), p. 1-2.
- presentazione di Hrand Nazariantz, Bedros Turian poeta armeno: dalla sua vita e dalle Sue pagine migliori, con cenno sull'arte armena, Bari, Laterza, 1915.
- L'istrumentazione verbale, Napoli, Morano, 1916.
- traduzione, con una premessa del traduttore e note bio-bibliografiche di Hrand NazariantzI sogni crocefissi, Bari, Humanitas, 1916.
- traduzione di Hrand Nazariantz, Lo specchio, Bari, Humanitas, 1920.
- traduzione di Hrand Nazariantz, Vahakn, Bari, Humanitas, 1920.
- Il poema di Stéphane Mallarmé, Napoli, Trinchera, 1920.
- Sintesi, Catania, Studio editoriale moderno, 1923.
- a cura di Enrico Cardile, Raimondo Lullo,Il trattato della quinta essenza, ovvero de' secreti di natura, Todi, Casa Ed. Atanor, 1924; poi Roma, Atanor, 1972; Roma, Atanor, 1982; Roma, Atanor, 1989.
- L'Umanesimo come fondamento spirituale del genio italico, Bologna, Zanichelli, 1929.
- Esegesi del Ministero poetico, Lanciano, Carabba, 1931.
- Amore, tuo piccolo errore, Catania, Studio editoriale moderno, 1934.
- La Filosofia della tradizione e l'opera di Paul Vulliaud, Catania, Prampolini, 1934.
- prefazione a Ottavio Profeta, L'ultimo Orfeo: versi, Catania, Studio editoriale moderno, 1936.
- Le pazze nel mare: vetrina di poesia in "Meridiano di Roma: l'Italia letteraria, artistica, scientifica", Anno IV, n.51(24 dic.1939),p.7
- Non partire: vetrina di poesia in "Meridiano di Roma: l'Italia letteraria, artistica, scientifica", Anno V, n.8(25 feb.1940).
- Rapporto sulle cose Divine, l'Archeometro, Siracusa, Rosario Mascali, 1946.
- traduzione di Hrand Nazariantz,Il grande canto della cosmica tragedia: Hur hayran, Bari, Gioconda, 1946 e 1948.
- prefazione a S.G. Scappelato, Tracce: (Cechov, Pirandello, D'Annunzio), Siracusa, Rosario Mascali, 1947.
- traduzione di Il Vangelo buddista della vita di Gesù a cura di Nicola Notovitch, Roma, Atanòr, 1985.